# حماية البيئة في رياضة السيارات

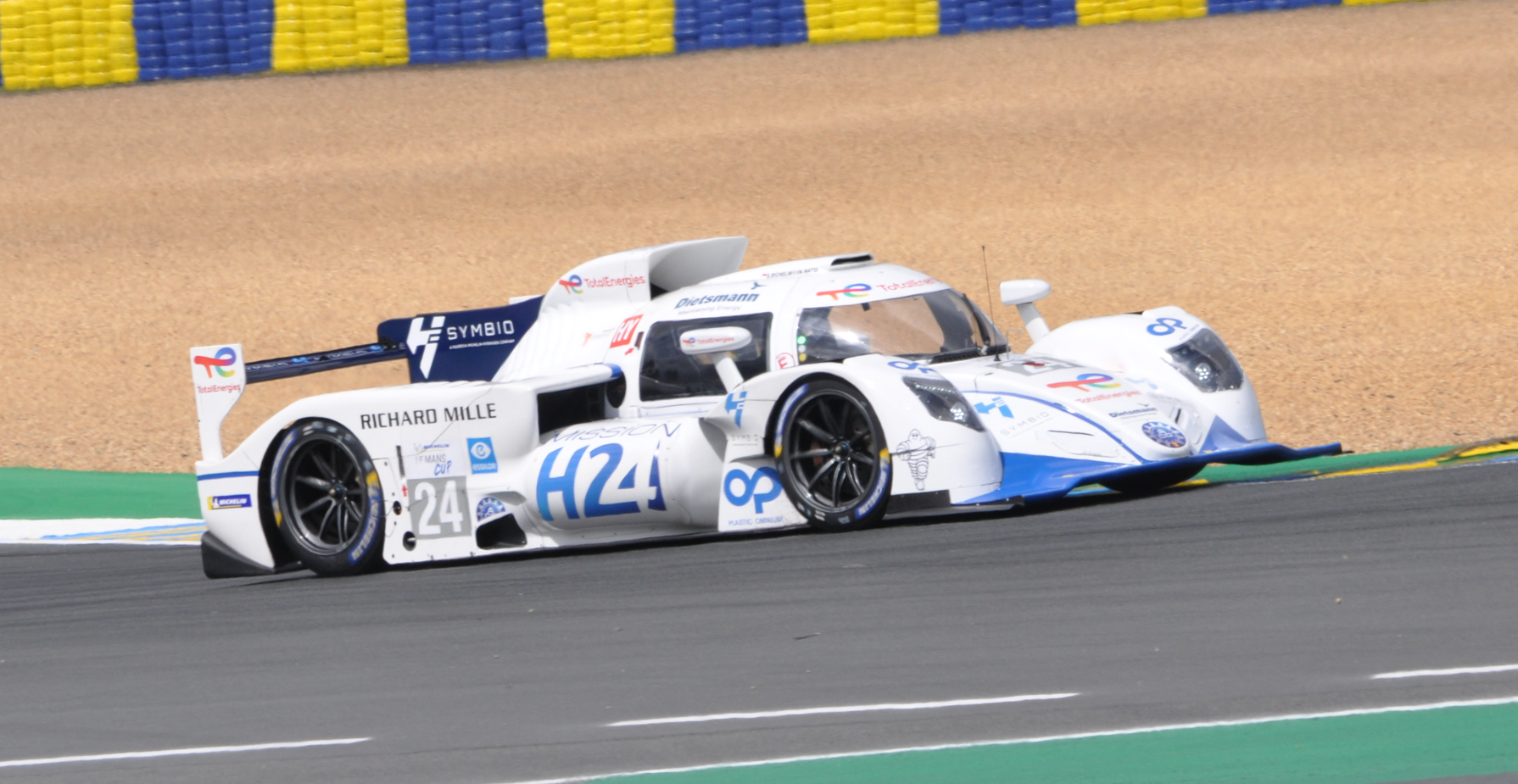
السيارة الكهربائية الهيدروجينية H24 التي يقودها ستيفان ريشلمي.

حماية البيئة في رياضة السيارات هي قضية بيئية تختص بسباقات السيارات ومحاولة تقليل ما ينتج عنها من انبعاثات ثاني أكسيد الكربون التي تساهم في الاحتباس الحراري.

## الدعوات الأولى
كانت بطولة السباق الأولى التي استجابت للدعوة لجعل رياضة السيارات أكثر صداقة للبيئة هي سلسلة International Formula Master التي خططت لاستخدام البنزين – الكهربي الهجين وأنظمة الكبح المتجدد في سياراتهم لموسم 2007. لكن بعد شهر أعلنت أنها لن تستخدم النظام الهجين لموسم 2007 وستختار بدلاً من ذلك الوقود العادي. وفي الوقت نفسه، فازت سيارة أودي R10 التي تعمل بالديزل بسباق لومان الأمريكي بفارق 100 نقطة تقريبًا عن أقرب منافسيها. في المملكة المتحدة، قام سائقان من فريق بطولة السيارات السياحية البريطانية West Surrey Racing بقيادة سيارة MG ZSs تعمل بوقود الإيثانول.

## بطولات جديدة

### فورمولا إي
في عام 2012، أعلن الاتحاد الدولي للسيارات (FIA) أنه سيكون الهيئة الإدارية لبطولة جديدة بسيارات أحادية المقعد كهربائية بالكامل على أن تعرف السلسلة باسم بطولة فورمولا إي وبدأت في سبتمبر 2014 في عام 2018، تم استخدام الجيل الثاني من سيارات الفورمولا إي لأول مرة، في بداية فورمولا إي 2018–19. يشارك في البطولة العديد من الشركات المصنعة، بما في ذلك جاغوار وأودي ونيسان وبي إم دبليو وماهيندرا.

### إكستريم إي
إكستريم إي هي سلسلة سباقات دولية للطرق الوعرة مع اعتبارات حماية البيئة في طليعتها. وتشهد السلسلة أن السائقين يتسابقون بسيارة الدفع الرباعي الكهربائية بالكامل سبارك أوديسي 21 في مواقع نائية تم اختيارها خصيصًا لتسليط الضوء على قضية تغير المناخ، مع تبني مشاريع أخرى توفر الدعم البيئي والاجتماعي. وللحد من انبعاثات الكربون المرتبطة بالشحن الجوي، تم شراء وإعادة تجهيز باخرة RMS St Helena ، مما يمكنها من نقل جميع المعدات والسيارات إلى كل موقع. بالإضافة إلى ذلك، تضم سانت هيلينا مختبرًا، مما يسمح بإجراء أبحاث علوم المناخ في الطريق.

## الإجراءات المتخذة في بطولات أخرى

### فورمولا 1
استغرقت الهيئة الإدارية لـ فورمولا 1، الاتحاد الدولي للسيارات، حتى مايو 2007 للتعامل مع مسألة التأثيرات البيئية التي كانت الرياضة مسؤولة عنها من خلال إجراء مناقشة في موناكو خلال سباق الجائزة الكبرى. ومع ذلك، أعلن فريق عمل هوندا أنهم سيديرون سيارة بدون رعاية لموسم 2007 قبل ثلاثة أشهر من مناقشة موناكو في الاتحاد الدولي للسيارات. أخذت هوندا RA107 كسوة (غطاء) تصور الأرض ، ترمز إلى تطلعات هوندا البيئية، مع شعارات Type R Honda 'H' وشعار شركة بريدجستون فقط.
تلقت السيارة بعض ردود الفعل الساخرة، حيث قال مارك ويبر من فريق ريد بدل "من الجيد أن تتحول هوندا إلى الاهتمام بالبيئة - ولكن لا تزال هناك 35 طائرة خاصة متوقفة على بعد 20 كيلومترًا على الطريق".
في عام 2013، وضع الاتحاد الدولي للسيارات خططًا للتحول من محركات ذات 8 إسطوانات إلى محركات 6 إسطوانات مشحونة بشاحن توربيني، بعد التخفيض السابق من 10 إسطوانات إلى 8 إسطوانات في عام 2006.

### رياضة السيارات في أمريكا الشمالية
كانت إندي كار أول بطولة "عجلات مفتوحة" رئيسية تعمل على تقليل غازات الدفيئة عن طريق تغيير إمدادات الوقود من الميثانول إلى وقود الإيثانول الأكثر صداقة للبيئة لموسم 2007.

### سباق السيارات الرياضية
بذلت بطولة لومان وبطولة لومان الأمريكية بعض الجهود لتكون أكثر صداقة للبيئة. قامت كل من أودي وبيجو بتصنيع سيارات سباق تعمل بالديزل: R10 TDI و 908 HDi FAP على التوالي، للمشاركة في البطولات. تنافس كلاهما أيضًا في سباق لومان 24 ساعة لعام 2007.
في بطولة جي تي البريطانية، فازت سيارة أستون مارتن DBRS9 تعمل بالديزل بجولة Snetterton، محققة إنجازًا بارزًا.
منذ عام 2011 (أودي وتويوتا في عام 2012، وبورشه في 2014، ثم نيسان في لومان 2014 )، شهدت الفئة العليا من سباقات السيارات الرياضية، LMP1، محركات هجينة.